# Alodia Corral
Alodia Corral López (Santiago, 2 de marzo de 1927-ibídem, 18 de febrero de 2016) fue una locutora chilena.

## Biografía
Fue hija de Zacarías Corral Urtubia y Beatriz López Contreras.
Comenzó su carrera en la radio a los 19 años, cuando unas compañeras del Instituto Comercial de Santiago la convencieron de postular a un casting como locutora para la Radio Santiago, donde quedó seleccionada. Formó parte de la primera generación de locutoras femeninas, que también integró Mabel Fernández. 
Durante una carrera de medio siglo, trabajó en varias estaciones, como las radios Santiago, Bulnes (1968-1980), Colo Colo (1980-1995), Nacional (1996-1997) y Portales (1998-2015), donde pasó sus últimos quince años. Entre sus programas más destacados estuvieron Romances al atardecer y Recordando.
En 1995, fue galardonada como la mejor locutora del país por la Asociación de Radiodifusores de Chile (Archi) y recibió un reconocimiento por el gobierno de Ricardo Lagos como una de las 20 mujeres más destacadas de Chile.
Falleció en Santiago a los 88 años.